# 深淵之水夜礼花神
深淵之水夜礼花神（フカフチノミズヤレハナ／フカブチノミズヤレハナ、歴史的仮名遣：フカフチノミヅヤレハナ／フカブチノミヅヤレハナ）は、日本神話に登場する神。

## 概要
『古事記』にのみ登場する神で、名称や系譜以外特に事績に関する記述はない。十七世神（とおまりななよのかみ）の一柱である国津神。
名義は字面や親類の淤迦美神・日河比売・淤美豆奴神とのつながりから、水に縁のある神であると考えられるが、詳細は未詳である。
「深淵」は水が淀んで深い淵をなしているところの意味であり、「夜礼」を四段活用の「遣る」に対する受け身形で下二段活用の連用形とし、深い淵の水が目に見えない力によって送り出され流れてゆく、その始め（ハナ＝端）と解し、「深い淵の水が遣やれ始めること」の意として水の運行の神格化と考えられる。また、「深淵」、「水」が淤迦美神・日河比売から、「花」は木花知流比売からの即興的連想で、深い意味はないとする説もある。

## 系譜

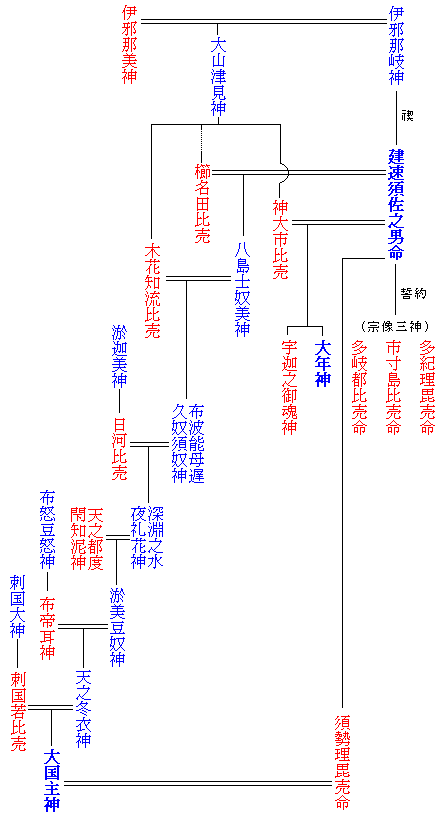
須佐之男命から大国主神までの系図（『古事記』による）。青は男神、赤は女神

布波能母遅久奴須奴神が日河比売を娶って生んだ神で、天之都度閇知泥神を娶り淤美豆奴神を生んでいる。

## 祀る神社
- 唐﨑神社（石川県七尾市小島町） - 主祭神
- 深淵神社（高知県香南市野市町西野） - 主祭神
- 瀧川神社（静岡県富士市原田） - 配祀
- 富知六所浅間神社（静岡県富士市浅間本町） - 相殿
- 美濃夜神社（三重県津市芸濃町雲林院） - 配祀
- 一御田神社（三重県津市一身田町） - 配祀
- 白藤神社（兵庫県豊岡市大谷） - 主祭神